# Entyloma bracteanthae
Entyloma bracteanthae är en svampart som beskrevs av Vánky 1997. Entyloma bracteanthae ingår i släktet Entyloma och familjen Entylomataceae.   Inga underarter finns listade i Catalogue of Life.